# Trädnäktergal
För fågelsläktet Cercotrichas, se trädnäktergalar.

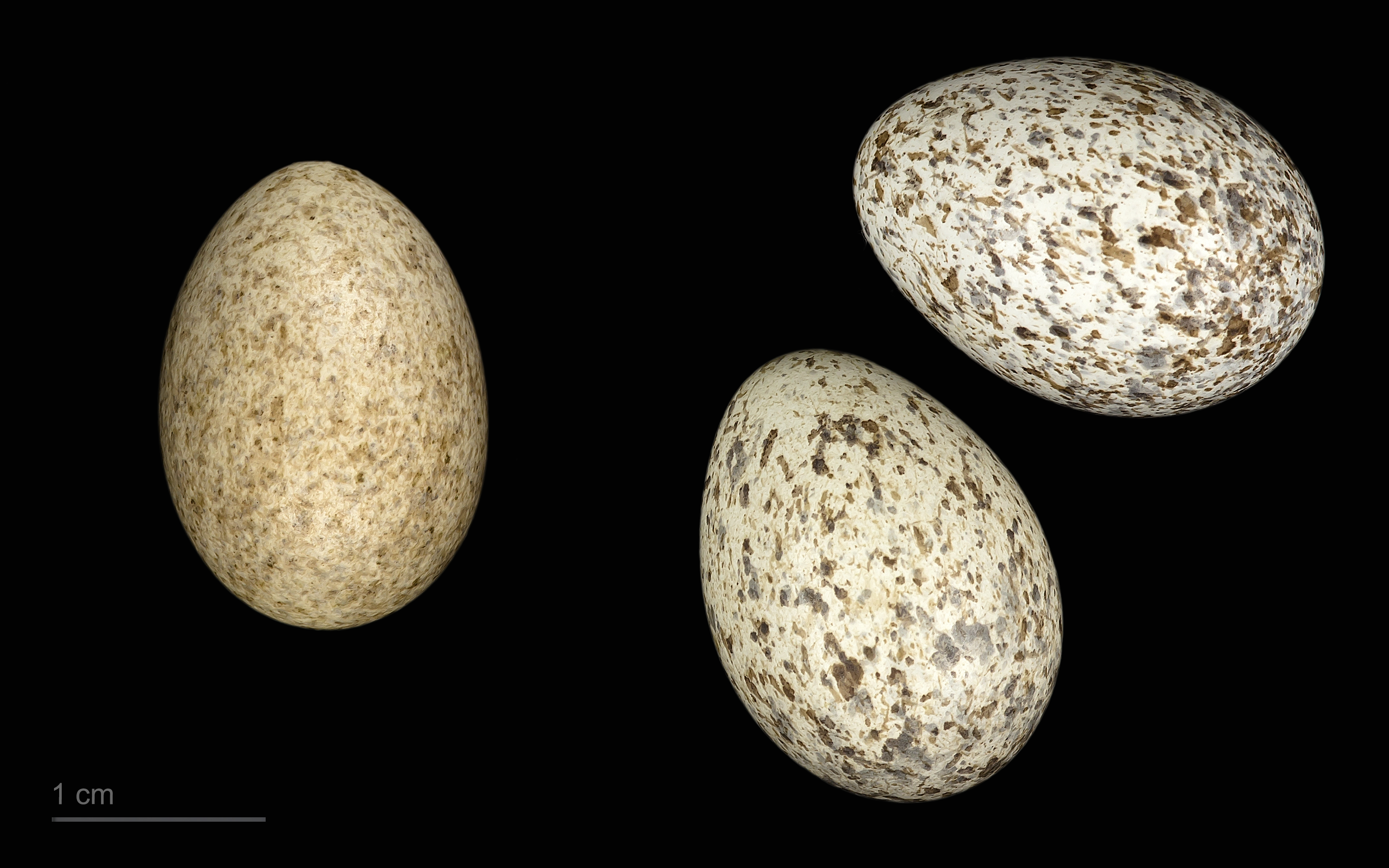
Cuculus canorus canorus + Cercotrichas galactotes

Trädnäktergal (Cercotrichas galactotes) är en fågel i familjen flugsnappare.

## Utseende och läte
Trädnäktergalen har en långsmal profil med långa ben och lång stjärt. Den har brun ovansida, vit undersida och ett svart tygelstreck som kontrasterar mot de tydliga vita ögonbrynsstrecket. Den västliga underarten är ljusare och har en varmare brun ton på ovansidan än populationen i sydöstra Europa och Asien. Den bredar ofta ut sin långa roströda och solfjäderformade stjärt, varvid stjärtpennornas svarta och vita kanter syns. Arten har samma utseende i alla dräkter. Den har en klar trastliknande sång med ett sorgset tonfall.

## Utbredning och systematik
Trädnäktergalen häckar runt Medelhavet österut till Pakistan och Kazakstan. Den delas upp i fem underarter:
- Cercotrichas galactotes galactotes – förekommer på Iberiska halvön, i Nordafrika, Israel och sydvästra Syrien Iberian Pen., n Africa, Israel and sw Syria
- Cercotrichas galactotes syriaca – förekommer från Balkan till västra och södra Turkiet, västra Syrien och Libanon
- Cercotrichas galactotes familiaris – förekommer från sydöstra Turkiet, Irak samt norra och nordöstra Arabiska halvön till södra Kazakstan, östra Afghanistan och västra Pakistan
- Cercotrichas galactotes minor – förekommer från Senegal och Gambia till norra Somalia
- Cercotrichas galactotes hamertoni – östra Somalia

2009 upptäcktes även en isolerad population på 20-30 häckande par i ett halvökenområde strax norr om Ürümqi i Xinjiang, cirka 100 mil öster om den tidigare östligaste kända häckningsplatsen.. Den är en mycket sällsynt gäst i norra Europa, med två fynd i Tyskland, respektive ett i Finland och i Norge, och färre än tio i Storbritannien.

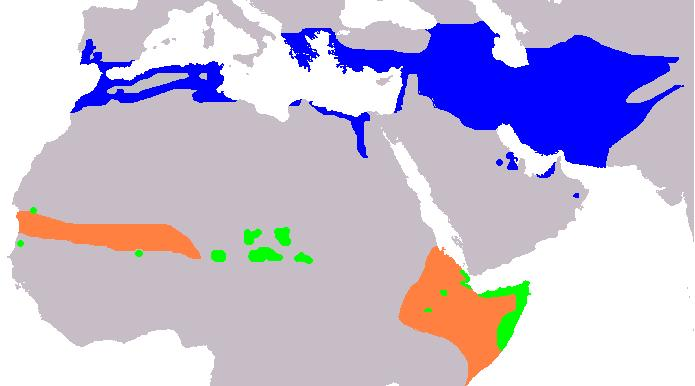
Blått - häckningsområde
Orange - övervintringsområde
Grönt - stannfågelspopulation
Det allra östligaste häckningsområdet saknas på kartan, se text.

Underarterna minor och hamertoni urskildes tidigare som den egna arten Cercotrichas minor men inkluderas numera allmänt i trädnäktergalen.

### Familjetillhörighet
Trädnäktergal med släktingar ansågs fram tills nyligen liksom bland andra stenskvättor, stentrastar och buskskvättor vara små trastar. DNA-studier visar dock att de är marklevande flugsnappare (Muscicapidae) och förs därför numera till den familjen.

## Levnadssätt
Trädnäktergalen häckar i torra gräs- och buskmarker och placerar sitt bo i en buske där honan i genomsnitt lägger tre till fem ägg. Den lever på insekter som den huvudsakligen fångar på marken.

## Status och hot
Arten har ett stort utbredningsområde och en stor population med stabil utveckling. Utifrån dessa kriterier kategoriserar IUCN arten som livskraftig (LC). I Europa tros det häcka 230.000–623.000 par. Beståndet i Europa minskar i antal.